# Trzęsienie ziemi w Lizbonie (1755)

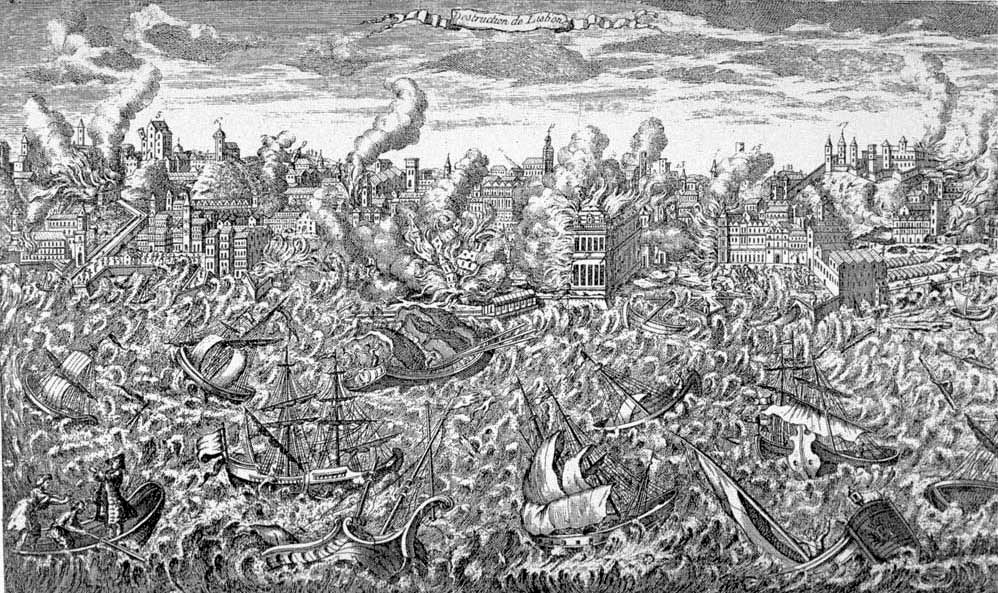
Grafika przedstawiająca trzęsienie

Trzęsienie ziemi w Lizbonie – trzęsienie ziemi, do którego doszło 1 listopada 1755 r. o godzinie 9:40 rano. Pozostawiło po sobie niemal zupełnie zrujnowaną Lizbonę oraz zniszczoną większą część południowego wybrzeża – aż do Algarve. Bezpośrednio po trzęsieniu ziemi nastąpiło tsunami. Fale tsunami, według późniejszych obliczeń, mogły osiągać wysokość do 20 metrów. Na obszarze niedotkniętym przez morze szalały setki pożarów. Katastrofa pociągnęła za sobą od 10 do 40 tys. ofiar śmiertelnych w Lizbonie.
Było to jedno z najtragiczniejszych (pod względem liczby ofiar) trzęsień ziemi w historii ludzkości. Współcześni geolodzy obliczają, że trzęsienie ziemi w Lizbonie miało natężenie 9 stopni w skali Richtera. Jego siła była tak wielka, że odczuwali je również mieszkańcy dalekiej Wenecji, co w swych pamiętnikach odnotował Giacomo Casanova.
Po tym kataklizmie Wolter sformułował słynne pytanie: Dlaczego Lizbona?, które zawarł w swoim Poemacie o zagładzie Lizbony. Wywołało ono polemikę i wymianę korespondencji między Wolterem i Janem Jakubem Rousseau.

## Trzęsienie
Trzęsienie dało się wyczuć 1 listopada, w dniu Wszystkich Świętych. Epicentrum nie zostało jednoznacznie określone, gdyż sejsmolodzy przeprowadzając swe obliczenia różnią się w tej kwestii. Mimo to wszyscy zgodnie twierdzą, że centrum trzęsienia ziemi było umiejscowione na dnie oceanu, od 150 do 500 km na południowy zachód od Lizbony. Ze względu na kolejne silne trzęsienie ziemi, które wystąpiło w 1969 r. w tzw. „Banco de Gorringe”, to właśnie miejsce jest aktualnie uznawane jako najbardziej prawdopodobne epicentrum trzęsienia ziemi z 1755 r.
Z relacji świadków wynika, że ruchy tektoniczne ziemi były wyczuwalne w czasie od 6 minut do 2 godzin i 30 minut, w zależności od miejsca. W centrum Lizbony ziemia pękała, tworząc rozstępy dochodzące do 5 metrów szerokości. Widząc to zjawisko wielu ocalałych szukało ucieczki w pobliżu portu, obserwując cofanie się wody i odsłonięcie dna morskiego, wypełnionego wrakami zatopionych statków i straconych ładunków. Kilkadziesiąt minut później nadeszła fala o wysokości ok. 20 metrów i zalała port wraz z całym centrum Lizbony. Na terenach, gdzie tsunami nie dotarło, rozszalały się pożary, które trwały 5 i więcej dni.
Lizbona nie była jedynym miastem doświadczonym w tej katastrofie. Całe południe Portugalii, a konkretnie Algarve, zostało zniszczone, a nadbrzeżne miejscowości zalane. Fale tsunami pojawiły się w całej Europie i na północy Afryki.
Spośród 275 tys. mieszkańców Lizbony, od 10 tys. do 40 tys. uważa się za ofiary śmiertelne. Także w pobliskim Maroku zginęło tego dnia około 10 tys. osób.
Około 85% zabudowy Lizbony uległo zniszczeniu, włączając w to pałace, biblioteki, klasztory, kościoły, szpitale i domy prywatne. Oddany do użytku 6 miesięcy wcześniej gmach Opery został całkowicie spalony. Pałac królewski usytuowany nad Tagiem legł w gruzach pod wpływem ruchów ziemi, a następnie został zalany przez tsunami. Wewnątrz znajdowała się biblioteka zawierająca 70 tys. woluminów i setki dzieł sztuki, włączając dzieła Tycjana, Rubensa i Correggio. Cenne archiwum królewskie zawierające dokumenty dotyczące badań oceanograficznych oraz inne podobnej wartości zbiory także zostały stracone na zawsze.
Trzęsienie zniszczyło największe kościoły Lizbony, Katedrę Świętej Marii, bazyliki: św. Pawła, św. Katarzyny, św. Wincentego i Zmiłowania Misericordia. Klasztor Do Carmo w centrum miasta został zniszczony, a jego ruiny, które pozostawiono jako pamiątkę po kataklizmie mogą być zwiedzane przez turystów do dziś. W czasie trzęsienia ziemi zaginął w całości i bez śladu grobowiec Alvaresa Pereiry, który znajdował się w tym właśnie klasztorze. Spłonął szpital królewski „Wszystkich Świętych”, a w nim setki pacjentów. Rejestry podróży historycznych Vasco da Gamy i Krzysztofa Kolumba zostały bezpowrotnie stracone, taki sam los spotkał także mnóstwo zabytkowych budowli w stylu manuelińskim.

## Dzień następny
Rodzina królewska ocalała. Król Józef I i jego dwór opuścili tego dnia miasto, aby wziąć udział w porannej mszy w podlizbońskiej miejscowości Belém. Nieobecność króla w mieście wynikła z zachcianki księżniczki, aby spędzić dzień Wszystkich Świętych poza miastem. Ze względu na katastrofę król nabawił się fobii przebywania w zamkniętym pomieszczeniu i resztę życia spędził mieszkając w specjalnie dlań zaprojektowanych luksusowych konstrukcjach namiotowych.
Podobnie jak król, minister wojny i przyszły premier Portugalii markiz de Pombal przeżył trzęsienie. Bardzo praktyczny w działaniach nakazał wojsku natychmiastową odbudowę Lizbony. Mówi się, że na zadane pytanie „I co teraz?”, zwykł odpowiadać „Pochować zmarłych i zatroszczyć się o żywych”. Nakazał ugasić szalejące pożary i pogrzebać ofiary, aby uniknąć epidemii.
Minister i król zakontraktowali natychmiast architektów i inżynierów. W niecały rok po trzęsieniu ruiny zostały ostatecznie usunięte, a prace nad rekonstrukcją Lizbony szybko posuwały się naprzód. Król życzył sobie, aby nowe miasto było uporządkowane, posiadało wielkie place i szerokie prostopadłe aleje. W owym czasie ktoś spytał markiza de Pombal: „po co komu tak szerokie ulice?”. W odpowiedzi usłyszał: „pewnego dnia okażą się wąskie”.
Nowe centrum Lizbony znane dzisiaj jako Baixa Pombalina jest starym miastem Lizbony. Zabudowa jest pierwszą na świecie skonstruowaną z myślą o ochronie antysejsmicznej. Wszystkie tutejsze kamienice były najpierw w formie modeli z drewna poddane testom maszerującego dookoła nich wojska.

## Skutki społeczne

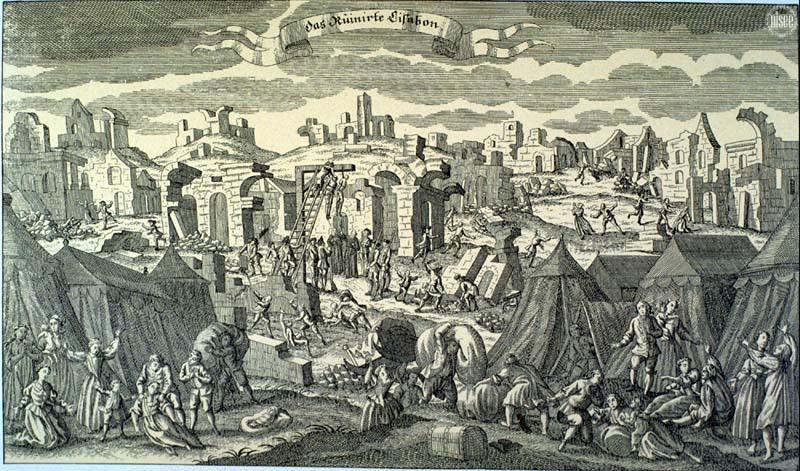
XVIII-wieczny niemiecki drzeworyt, przedstawiający Lizbonę po kataklizmie. Na pierwszym planie namioty, w których schronili się mieszkańcy. W głębi wieszane są osoby podejrzane o rozboje i kradzieże. Stracono w ten sposób co najmniej 34 rabusiów

Pierwszy dzień tego miesiąca pozostanie w pamięci na wieki z powodu trzęsienia ziemi i pożarów, co zrujnowały większą część tego miasta. „Gazeta de Lisboa”, listopad 1755.
Trzęsienie ziemi nie tylko zniszczyło samo miasto, ale miało także swój oddźwięk społeczno-ideologiczny. Lizbona w owym czasie była katolicką stolicą państwa o wielkich tradycjach w budowie klasztorów i kościołów, w pełni zaangażowaną w ewangelizację swoich zamorskich kolonii. Fakt wystąpienia trzęsienia ziemi w Lizbonie i zniszczenia wielu ważnych obiektów sakralnych, właśnie w dzień świąteczny (Wszystkich Świętych) wzbudził wiele zainteresowania kwestiami polityki Kościoła w całej Europie. Z punktu widzenia przeciętnego XVIII-wiecznego europejskiego katolika, było to bardzo trudne do zrozumienia, szokujące zrządzenie nadprzyrodzone.
W dziedzinie polityki, trzęsienie pozostawiło także niekorzystny oddźwięk. Faworyzowanie przez króla ministra markiza de Pombal nie podobało się arystokracji, spośród której wielu zabiegało o podobne względy. Po 1 listopada kompetentne poprowadzenie spraw związanych z następstwami trzęsienia przez Markiza de Pombal (tytuł „markiz” – marques, został mu przyznany w 1770 roku), zagwarantowało mu większą władzę i wpływ na króla. Król natomiast korzystając z nadarzającej się okazji pogłębił ustrój absolutyzmu.
Stan ten spowodował głębokie niezadowolenie arystokracji, które miało swoją kulminację w próbie zabójstwa króla i w konsekwencji skazanie na śmierć kilku członków magnackiej rodziny Tavora. Wszystko to przyczyniło się do osłabienia Portugalii na arenie międzynarodowej i zakwestionowania jej ambicji imperialistycznych.

### Trzęsienie ziemi i filozofia Oświecenia
Rok 1755 to epoka ożywionych zmian społecznych. Rewolucja przemysłowa, Oświecenie i kapitalizm stworzyły w wielu krajach Europy podstawy do budowy nowoczesnego modelu społeczeństwa. Trzęsienie ziemi wpłynęło znacząco na myślicieli Oświecenia. Wielu filozofów, na czele z Wolterem (w Kandydzie oraz w Poème sur le désastre de Lisbonne – Poemat o zagładzie Lizbony), włączyło do swoich prac notatkę na temat trzęsienia ziemi w Lizbonie. W  obu swoich dziełach Wolter atakuje optymistycznych filozofów (m.in. Leibniza z jego Teodyceą), którzy katastrofę, w wyniku której zginęło tysiące ludzi i która spowodowała ogromne straty materialne, tłumaczyli jako interwencję sprawiedliwego i dobrotliwego Boga.

## Narodzinysejsmologii

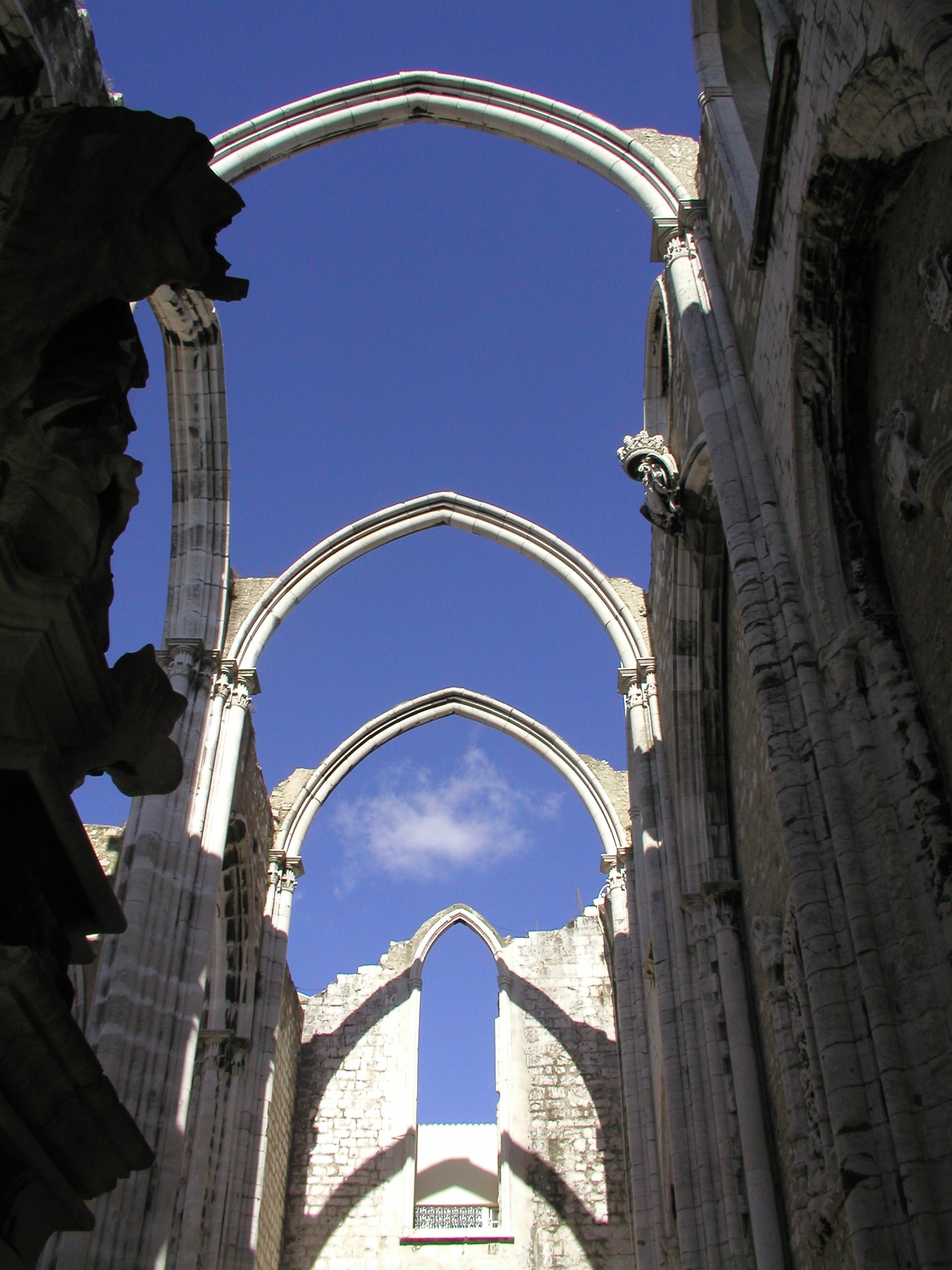
Ruiny kościoła do Carmo

Sumienność i determinacja ministra nie ograniczyła się wyłącznie do rekonstrukcji miasta. Markiz de Pombal przeprowadził we wszystkich parafiach Portugalii ankietę, dotyczącą trzęsienia ziemi i jego skutków w całym kraju. Podstawowe pytania ankiety:
- Jak długo trwało trzęsienie?
- Ile razy powracało?
- Jakiego rodzaju straty spowodowało?
- Jak reagowały zwierzęta?
- Co się stało ze studniami?

Odpowiedzi zostały zdeponowane w archiwum Torre do Tombo, gdzie znajdują się do dziś. Dzięki uzyskanym odpowiedziom naukowcy posiadają wiarygodne źródło informacji o przebiegu trzęsienia ziemi w Lizbonie. Ankieta markiza de Pombal pozostaje pierwszą znaną próbą opisu zjawisk sejsmologicznych na świecie. Z tego względu markiz de Pombal jest uznawany za prekursora sejsmologii.
Przyczyny geologiczne trzęsienia i aktywność sejsmiczna w rejonie Lizbony są ciągle poddawane naukowym dyskusjom. Pomimo iż istnieją przesłanki do występowania wielkich trzęsień w odstępach ok. 300 lat i Lizbona jest usytuowana w pobliżu ubytku tektonicznego, do większości tak potężnych trzęsień ziemi dochodzi jedynie na styku kontynentalnych płyt tektonicznych. Niektórzy sejsmolodzy portugalscy uważają, że trzęsienie było następstwem tarcia dwóch płyt tektonicznych, euroazjatyckiej i afrykańskiej.